# Консульский патент
Консульский патент — документ, удостоверяющий факт назначения и полномочия консула. Выдаётся представляемым государством и направляется по дипломатическим каналам в министерство иностранных дел страны пребывания, которое выдаёт консульскую экзекватуру.
Консульский патент содержит полное имя консула, его ранг, должность, консульский округ и местонахождение консульства.